# Villásfarkú szalakóta
A villásfarkú szalakóta (Coracias caudatus) a madarak osztályának szalakótaalakúak (Coraciiformes) rendjébe és a szalakótafélék (Coraciidae) családjába tartozó faj. Kenya nemhivatalos nemzeti madara.

## Rendszerezése
A fajt Carl von Linné svéd természettudós írta le 1766-ban, Coracias caudata néven.

## Alfajai
- Coracias caudatus caudatus (Linnaeus, 1766) - Kenya középső része, Tanzánia, Uganda, Burundi, Ruanda, Malawi, Mozambik, Zambia, Zimbabwe, Botswana, a Dél-afrikai Köztársaság, Lesotho, Szváziföld, Namíbia és Angola
- Coracias caudatus lorti (Shelley, 1885) - eredetileg különálló fajként írták le, Eritrea, Etiópia, nyugat-Szomália és északkelet-Kenya területén él.[2]

Bár ez utóbbi alfaj földrajzilag elkülönül, de nincs köztük jelentős viselkedésbeli vagy ökológiai különbség mely az újbóli szétválasztást indokolná.

## Előfordulása
Angola, Botswana, Burundi, a Dél-afrikai Köztársaság, Eritrea, Etiópia, Jemen, Kenya, a Kongói Köztársaság, a Kongói Demokratikus Köztársaság, Lesotho, Malawi, Mozambik, Namíbia, Omán, Ruanda, Szomália, Szváziföld, Tanzánia, Uganda, Zambia és Zimbabwe területén honos.
Természetes élőhelyei a mérsékelt övi gyepek, szubtrópusi és trópusi síkvidéki esőerdők, száraz erdők, gyepek, szavannák és cserjések, valamint szántóföldek. Állandó nem vonuló faj.

## Megjelenése
Testhossza 30 centiméter, testtömege 104-135 gramm. Teste maga nagyjából feketerigó méretű, picit nagyobb. Fejtetője fehér, fekete szemsávja van. Torka rózsaszín, hasa világoskék és élénk kék szárnyfoltja van. Külső faroktollai megnyúlva, villásan végződnek, de ez a villás faroktoll csak ivarérett korra fejlődik ki teljesen. Fiókatollban egyáltalán nincs villa, fiatalkori tollban pedig kis méretben van csak jelen.
A nemek között messziről látható eltérés, nemi jelleg nincs, de gyakorlott szemmel a csőrtő robusztusságából, szemöldök sáv erősségéből meg lehet mondani, hogy hím, vagy tojó a madár.
|  |  |

## Életmódja
Nagyobb rovarokat, pókokat, ritkábban rágcsálókat, hüllőket és madarakat zsákmányol. Fő tápláléka a termesz, igen kedveli a vándorsáskát is.

## Szaporodása
A hím a tojó mellé ülve, tőle úgy fél méterre kárló hangok kiadása közben ritmikus hajolgatásokból, nyaknyújtogatásokból álló násztánccal csábítja el a tojót, aki ezt hasonló, de visszafogottabb mozgással, tánccal viszonozza, majd kölcsönös szimpátia esetén együtt, de ellentétes ritmusban csinálják a mozgássort, amit jobb esetben párzás is követ. A pár monogám, sőt úgy tartják, hogy egy életre választanak párt.
Korhadó fába vagy termeszvár oldalába vájt odút használ fészeknek. Az odút a hím választja, alakítja ki, ő csábítja utána oda, odúra a tojót.
Fészekanyagot, bélést nem használ, a korhadékot rendezi be, tapossa formára.
Fészekalja 2-4 db. fehér színű, gömbölyded tojásból áll, amin a két szülő felváltva kotlik.
A kotlási idő 19-20 nap, kikelés után a fiókákat mindkét szülő eteti, az első napokban csak rovarral, amit gondosan péppé püfölnek a csőrükkel egy faágon, mielőtt az odúba repülnek vele. Fiókák igen fejletlenül kelnek ki a tojásból, s első időszakban naponta duplázzák a tömegüket. Nagyon gyorsan fejlődnek, 4 naposan már elkezdenek az odún belül felállni, s elkezdődik a tolltokok kifejlődése is. Úgy 27 naposan repülnek ki, a szülők jó két-három hétig etetik őket, csökkenő intenzitással. Közben vadászni tanítják a fiatalokat, nevelik az önállóságra, de leválasztási korra már űzik is őket a territórium kieső sarkaiba, vagy messzebb. Egy hónappal kirepülés után, két hónapos korban önállósodnak teljesen.
Érdekesség, hogy tojásait 2, de inkább 3 naponta rakja, és a fiókák ennek megfelelő ütemben "szét"kelnek - de ellentétben sok magevő madárral, vagy ragadozóval, itt a nagyobb testvér nem bántja, nyomja el a kisebbet, szülők is gondosan etetik a legkisebbet is.
Az első fészkelést - tekintve, hogy költési időszakuk augusztustól februárig tart - második, teljes értékű fészkelés követi, nagyjából úgy időzítve, hogy mire fiatalok már félig önállóak lesznek, akkor rakja a szülőpár az új tojásokat, kezd el kotlani, mire fiatalok önállóak, addigra keljenek ki a következő kicsik. Egy teljes ciklus az első párzástól a leválasztásig kb. 3 hónapot igényel.

## Természetvédelmi helyzete
Az elterjedési területe rendkívül nagy, egyedszáma pedig stabil. A Természetvédelmi Világszövetség Vörös listáján nem fenyegetett fajként szerepel.